# Magugu
Magugu è una circoscrizione mista (mixed ward) della Tanzania situata nel distretto di Babati, regione del Manyara. Conta una popolazione di 32 774 abitanti (censimento 2012).